# Liszi Melinda
Fosztó-Liszi Melinda (Szabadka, 1987 –) magyar színésznő.

## Életpályája
Szabadkán született, 1987-ben. 11 éves korától Horváth Emma művésznőnél tanulta a versmondást, később a Csáth Géza Művészetbaráti Kör tagja lett. Versmondóként több díjat nyert (Mensáros-díj; Latinovits-díj stb.) A szabadkai Svetozar Marković Gimnáziumban érettségizett. Színészi tanulmányait a Békés Megyei Jókai Színház Színitanházában folytatta Békéscsabán. Kara Tünde és Czitor Attila osztályában 2010-ben végzett. Azóta a Békéscsabai Jókai Színház társulatának tagja, de játszott a szarvasi Cervinus Teátrumban is.
2022-2025 között a Színház- és Filmművészeti Egyetem drámainstruktor szakos hallgatója.

## Fontosabb színházi szerepei
- William Shakespeare: Tévedések vígjátéka... Luciana, Adriana húga
- Carlo Goldoni: Chioggiai csetepaté... Checca, Libera hajadon húga
- Federico García Lorca: Bernarda Alba háza... Martirio (Bernarda lánya)
- Plautus: A hetvenkedő katona... Muffia
- Tomas Mann: Mario és a varázsló... Vállalkozó-feleség
- Sławomir Mrożek: Tangó... Ala
- Katona József: Bánk bán... Bendeleiben Izidóra, thüringiai leány
- Jókai Mór: A kőszívű ember fiai... Plankenhorst Alfonsine
- Arany János – Zalán Tibor: Toldi... Valaki 3.
- Heltai Jenő: A tündérlaki lányok... Boriska
- Móricz Zsigmond – Kocsák Tibor – Miklós Tibor: Légy jó mindhalálig... Viola kisasszony
- Móricz Zsigmond: Nem élhetek muzsikaszó nélkül... Borcsa, szakácsné
- Nóti Károly – Zágon István: Hippolyt, a lakáj... Mimi, lokáltáncosnő
- Örkény István: Macskajáték... Ilus
- Tamási Áron: Ősvigasztalás... Kispál Jula, árva leány
- Kocsis István: Árva Bethlen Kata... Árva Bethlen Kata
- Földes László (Hobo): Circus Hungaricus... Szandi
- Apáti Miklós: K und K (Karády katonái)... Ifj. Karády Katalin
- Bartus Gyula – Benedekfi Zoltán – Benedekfi István: Lovak... Penelopé
- Boldizsár Miklós – Szörényi Levente – Bródy János: István, a király... Enikő, Koppány felesége
- John Van Druten – Christopher Isherwood – Joe Masteroff – John Kander – Fred Ebb: Kabaré... Fraulein Kost
- Tahir Mujičić – Boris Senker – Nino Škrabe: Trenk, avagy a vad báró... Peradović, a libapásztor Marica
- Dale Wassermann – Joe Darion – Mitch Leigh: La Mancha lovagja... további szereplő
- Linda Woolverton – Tim Rice – Elton John: Aida... Nehebka, núbiai rabszolgalány
- Kálmán Imre: Csárdáskirálynő... Krisztina
- Grimm fivérek – Belinszki Zoltán – Gulyás Levente – Varga Viktor: Holle anyó... Csúnya lány
- E. T. A. Hoffmann – Szurdi Miklós – Szomor György – Valla Attila: Diótörő és az Egérkirály... Szakács baba; Hilke
- Alexandre Dumas – Szomor György - Pozsgai Zsolt: Monte Christo grófja... Pacalio
- Irina Karnauhova – Brauszevics: Mese a tűzpiros virágról... további szereplő: árus, zenész, mulatozó
- Ivan Holub: Javor vitéz, avagy mese a régmúlt időkből... Milena
- Brestyánszki Boros Rozália: Csörte... Vivi, itthonról elment, és menne minél távolabb
- Zalán Tibor: Midőn halni készült... Cselédlány; Szilvia
- Hernyák György – Zalán Tibor: A szegény csizmadia és a szélkirály... Csizmadia felesége
- Mikó Csaba: Kövérkirály... Édes; Janefonda
- Noël Coward: Vidám kísértet... Ruth
- Gregg Opelka: C’est la vie (Ilyen az élet)... Dominique
- David Yazbek: Alul semmi... Georgie Bukatinsky, Dave felesége
- Gyárfás Miklós – Szabó Tamás: Tanulmány a nőkről... Balogh Sándorné, Éva
- Murray Schisgal: Szerelem, ó!... Ellen
- Pierre Chesnot: Hotel Mimóza... Nadine Dujardin, kikapós feleség
- Zalán Tibor: Kaland a nagy családerdőben... Családkötő Tündér; Anya; Szív hang
- Tamási Áron: Énekes madár... Gondos Eszter, vénleány
- Koltay Gábor – Koltay Gergely – Kormorán együttes: Trianon... Anya; Székely asszony

## Filmek, tv
- Brestyánszky Boros Rozália: Csörte – karaoke sztárbár (színházi előadás tv-felvétele)
- Örkény István: Macskajáték (színházi előadás tv-felvétele)
- Frederico Garcia Lorca: Bernarda Alba Háza (színházi előadás tv-felvétele)